# Monte Tonneri
Il monte Tonneri è un complesso montuoso situato in territorio di  Seui, nella Sardegna centro-orientale. Con i 1324 metri di altezza raggiunti della  punta Margiani Pubusa risulta una delle vette più elevate del massiccio del Gennargentu.
 Il complesso si trova all'interno della vasta foresta demaniale di Montarbu.